# La maldición de Charlie
La maldición de Charlie (inglés: Pay the Ghost) es una película de terror sobrenatural estadounidense de 2015 dirigida por Uli Edel. El guion fue escrito por Dan Kay, basado en un cuento del mismo nombre de Tim Lebbon.La película está protagonizada por Nicolas Cage, Sarah Wayne Callies y Veronica Ferres. La película fue estrenada el 25 de septiembre de 2015 por RLJ Entertainment.

## Argumento
Mike Lawford, un profesor, busca frenéticamente a su hijo Charlie, quién fue secuestrado durante un carnaval de Halloween. Casi un año después, los padres siguen buscando a su hijo y comienzan a escuchar y ver a su hijo acercarse a ellos desde el otro mundo. Mike ve a su hijo en un autobús que pasa, pero cuando persigue el autobús y logra acceder, su hijo no está allí. Se baja y nota que en un edificio hay una frase pintada con aerosol que dice "pagar al fantasma", la frase que pronunció su hijo antes de desaparecer. Entra en el edificio y encuentra a personas sin hogar viviendo allí. Se escuchan gritos sobrenaturales de una mujer y un hombre sin hogar ciego les pide a los demás que enmascaren sus fogatas, explicándole a Mike que los gritos se escuchan todos los años antes de Halloween. Mike pregunta por la frase y es llevado a una pared con más frases iguales escritas en ella. Absorto en la pared y el hombre sin hogar, no se da cuenta de que la pared detrás de él se transforma en otro mundo y una figura demoníaca aparece brevemente detrás de él, luego desaparece. El vagabundo no explica nada, pero rápidamente le dice a Mike que se vaya.
Su esposa Kristen ve más tarde que el scooter de su hijo se mueve solo y lo llama. Más tarde esa noche, mientras sirven vino, se corta la electricidad en su casa. Mike mira por la ventana y ve aparecer a tres niños quemados en la hoguera; luego se da vuelta y ve su apartamento lleno de figuras de niños, de pie, pálidos y sin vida. Ellos llaman a una psíquica para que investigue. De pie en la habitación de su hijo, no siente nada, pero luego camina abruptamente hacia la ventana, mira la tormenta que se acerca y dice: "Está aquí... tiene a todos los niños". La psíquica es arrojada contra la pared y estrangulada antes de desplomarse, con cicatrices de quemaduras en todas sus manos. Una autopsia posterior muestra que sus órganos internos fueron quemados hasta convertirse en cenizas.
Más tarde, Mike sube las escaleras hasta la habitación de su esposa, y ella se dirige a él con la voz de su hijo, suplicando ayuda y diciendo "Ella viene, papá. Tengo miedo". El se acerca y ve a su esposa cortándose. Limpiando la herida, encuentran un símbolo, que los lleva a una celebración celta de Halloween. Un participante explica que los niños están quemando muñecos para pagar al fantasma, para que no se los lleven. Su amiga Hannah, que los estaba ayudando haciendo una investigación, llama a Mike y le dice: A principios de Nueva York, en la noche de Halloween de 1679, debido a su adoración celta, una joven viuda que vivía en el primer asentamiento de Nueva York fue quemada viva con sus tres hijos por una turba furiosa de colonos que sospechaban que era una bruja. Ella se venga todos los años en Halloween, cuando la frontera entre el mundo espiritual y el mundo físico se disuelve por un corto tiempo. Desde entonces, cada Halloween, el fantasma de esta mujer se lleva a tres niños vivos de sus padres y los pone en un mundo alternativo. Las fronteras se solidifican hasta el próximo Halloween, y los niños secuestrados pueden llegar y ser rescatados. Pero si los niños no pueden escapar de este mundo alternativo durante el primer año, quedarán atrapados en este mundo para siempre.
Después de que Mike y Kristen resultan heridos en el taxi por una bandada de buitres negros, Hannah es arrojada por una ventana y asesinada por la entidad maligna mientras intentaba salir del instituto. Mike regresa al mismo edificio y encuentra al hombre ciego sin hogar nuevamente, le da su reloj a cambio de ayudarlo a encontrar a su hijo Charlie. Le muestra a Mike el camino brumoso y le dice que tiene hasta que termine Halloween a la medianoche, de lo contrario quedará atrapado allí para siempre. Mike llega a la cabaña de la viuda y baja al sótano donde encuentra las almas de muchos niños que fueron encerrados a lo largo de los siglos en la época de Halloween. Mike finalmente encuentra a Charlie junto con otros dos niños que también fueron secuestrados durante el último año.
Mientras los cuatro escapan, aparece la viuda fantasma, ya que se ha enterado de que estaban intentando escapar. Intenta evitar que Mike se lleve a los tres niños intentando matarlo. Todas las almas de los demás niños llegan para ayudarlo y logran matar a la viuda fantasma rodeándola, liberándose sin saberlo hacia el más allá. Mike y los niños logran salir justo cuando el portal se cierra. Al amanecer, Mike y su hijo Charlie finalmente llegan a casa. Mientras se reúnen con Kristen, se revela que Charlie no recuerda el tiempo que pasó desaparecido. Afuera, se ve un buitre negro volando.
En una escena a mitad de los créditos, tres buitres negros aparecen rodeando el cadáver de Hannah y ella despierta, poseída.

## Personajes
- Nicolas Cage como Mike Lawford
- Sarah Wayne Callies como Kristen Lawford
- Veronica Ferres como Hannah
- Lyriq Bent como el Detective Jordan Reynolds
- Lauren Beatty como Annie Sawquin
- Sam Velasquez como el Profesor Oak
- Kalie Hunter como la Fantasma Annie
- Jack Fulton como Charlie Lawford
- Stephen McHattie como Hombre Ciego
- Susannah Hoffmann como Jane
- Caroline Gillis como la Sacerdotisa
- Janet Lo como Jai Wen
- Erin Boyes como Emily (estudiante sexy con cuernos)
- Juan Carlos Velis como Morales (Policía)
- Alex Mallari Jr. como EMT
- Darren Frost como Vendedor de Helados
- Matteo Ghazni como Pablo

## Producción
El 15 de mayo de 2014, Nicolas Cage se unió al elenco.El 25 de agosto de 2014, Sarah Wayne Callies se unió al elenco.El 5 de septiembre de 2014, Veronica Ferres se unió al elenco.El 4 de septiembre de 2014, Lyriq Bent se unió al elenco.La fotografía principal comenzó en septiembre de 2014, en Toronto, Canadá.

## Liberación
El 6 de agosto de 2015, se anunció que RLJ Entertainment había adquirido los derechos de distribución de la película y fijó una fecha de lanzamiento de lanzamiento limitado y video a pedido para el 23 de septiembre de 2015.La película se estrenó el 25 de septiembre de 2015, en un lanzamiento limitado y mediante video a pedido.

## Recepción
Pay the Ghost recibió críticas negativas de los críticos. En el sitio web de recopilación de reseñas Rotten Tomatoes, el 10% de las 31 reseñas de los críticos son positivas, con una calificación promedio de 3.7/10. El consenso del sitio web dice: "Pay the Ghost es una apuesta débil por el terror sobrenatural, pero en última instancia, son solo los espectadores los que pagarán por ver esta película mal montada". En Metacritic, la película tiene una puntuación de 23 sobre 100, basada en 9 reseñas de críticos, lo que indica "críticas generalmente desfavorables".
Andrew Barker de Variety escribió: "Este somnoliento thriller sobrenatural es un lavado de energía de bajo nivel de principio a fin".Brian Tallerico de Roger Ebert.com declaró que era un "nuevo mínimo" para Nicolas Cage, y calificó la película como una "repetición perezosa y aburrida de Insidious".